# Magnolia coco
Magnolia coco este o specie de plante din genul Magnolia, familia Magnoliaceae. A fost descrisă pentru prima dată de João de Loureiro, și a primit numele actual de la Dc.. Conform Catalogue of Life specia Magnolia coco nu are subspecii cunoscute.